# Lógica não monotônica
Uma lógica não monotônica é uma lógica formal cuja relação de consequência não é monotônica. A maioria das lógicas formais estudadas tem uma relação de consequência monotônica, ou seja, adicionar uma fórmula a uma teoria nunca produz uma redução de seu conjunto de consequências. Intuitivamente, a monotonicidade indica que aprender uma nova fração de conhecimento não pode reduzir o conjunto do que é conhecido. Uma lógica monotônica não pode lidar com várias tarefas, tais como inferência por padrão (consequências podem ser derivadas somente pela falta de evidencia do contrário), inferência por abdução (consequências só são deduzidas como afirmações cuja veracidade é provável), algumas abordagens importantes à inferência sobre o conhecimento (a ignorância de uma consequência deve ser retraída quando a consequência passa a ser conhecida), e, analogamente, revisão de crenças (um novo conhecimento pode contradizer velhas crenças).

## Inferência por padrão
Um exemplo de uma suposição por padrão é que pássaros voam. Consequentemente, se é sabido que um animal é um pássaro, e nenhuma outra informação é conhecida, assume-se que ele pode voar. A suposição por padrão deve, no entanto, ser retraída se depois soubermos que o animal analisado é um pinguim. Esse exemplo mostra que uma lógica que modela a inferência por padrão não deve ser monotônica. Lógicas formalizando a inferência por padrão podem ser grosseiramente divididas em duas categorias: lógicas capazes de lidar com suposições por padrão arbitrárias (lógica padrão, lógica revogável/raciocínio revogável/argumento, e programação de conjunto de respostas) e lógicas que formalizam a suposição padrão específica de que pode-se assumir que afirmações são falsas quando não se sabe que as mesmas são verdadeiras(suposição de mundo fechado e circunscrição).

## Inferência abdutiva
Inferência abdutiva é o processo de derivar as explicações mais prováveis a partir de fatos conhecidos. Uma lógica abdutiva não deveria ser monotônica porque as explicações mais prováveis não são necessariamente corretas. Por exemplo, a explicação mais provável para quando se vê grama molhada é que choveu. No entanto, essa explicação tem que ser retraída quando se descobre que a razão pela qual a grama estava molhada era um esguicho. Visto que a explicação anterior (choveu) é retraída por causa da adição de uma porção de conhecimento (um esguicho estava ligado), qualquer lógica que modela explicações é não monotônica.

## Inferência sobre conhecimento
Se uma fórmula inclui fórmulas que implicam em algo não ser conhecido, essa lógica não deve ser monotônica. De fato, aprender algo que não era conhecido a priori leva à remoção da fórmula que especifica que essa porção de conhecimento não é conhecida. Esta segunda mudança (uma remoção causada por uma adição) viola a condição de monotonicidade. Uma lógica para inferência sobre conhecimento é a lógica autoepistêmica.

## Revisão de crenças
Revisão de crenças é o processo de mudar crenças para acomodar uma nova crença que pode ser inconsistente com as crenças prévias. Na suposição que a nova crença é correta, algumas das crenças antigas devem ser retraídas para manter a consistência. Essa retração em resposta à adição de uma nova crença faz com que qualquer lógica para revisão de crenças seja não monotônica. A abordagem de revisão de crenças é alternativa a lógicas paraconsistentes, que toleram inconsistências em vez de tentar removê-las.